# Cunningham (cràter)
Cunningham és un cràter d'impacte en el planeta Mercuri de 37 km de diàmetre. Porta el nom del fotògraf estatunidenc Imogen Cunningham (1883-1976), i el seu nom va ser aprovat per la Unió Astronòmica Internacional el 2008.

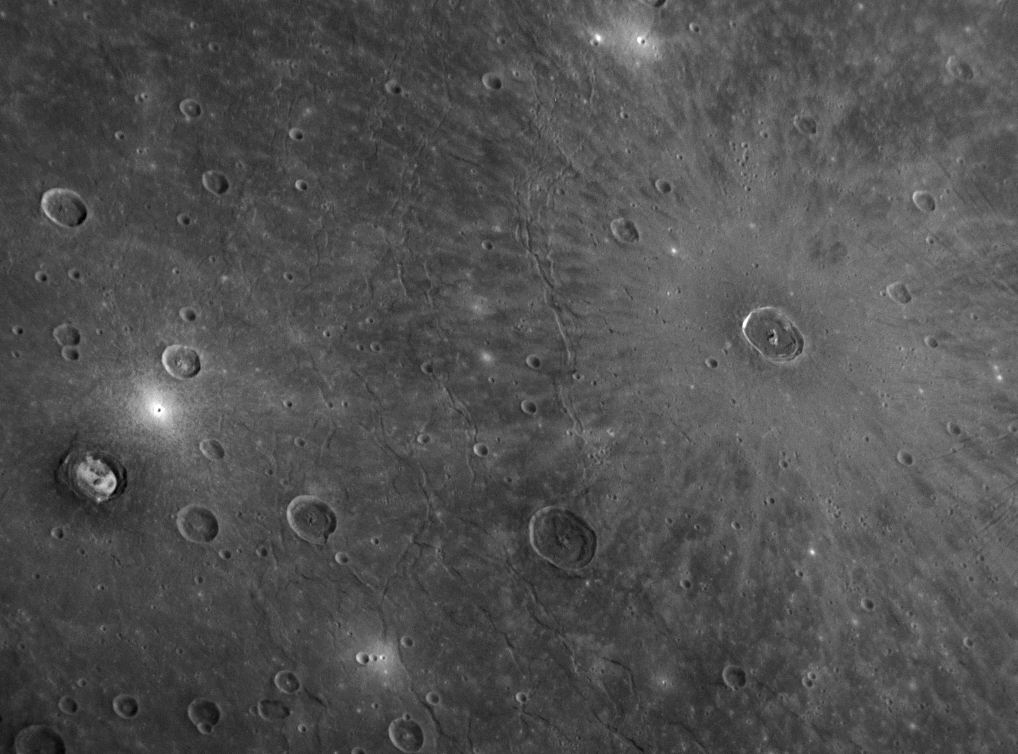
Caloris Planitia, on es poden veure els cràters Cunningham (dreta) i Kertész (esquerra)

La gegant Caloris Planitia de Mercuri és la gran conca d'impacte més ben conservada coneguda a Mercuri, i l'alta densitat de cràters en el seu sòl indica que la conca és força antiga i probablement es va formar fa al voltant de 3,8 bilions d'anys. Aquesta imatge NAC mostra una àrea en les planes que omplen parcialment el fons de la conca Caloris. A la part dreta d'aquesta imatge, els raigs de colors clars que emanen del cràter Cunningham, i mostren que aquest cràter és relativament jove; els raigs brillants del material expulsat tendeixen a enfosquir amb el temps, ja que el material expulsat es modifica gradualment per l'impacte de micrometeorits i partícules solars (un conjunt de diferents processos que en conjunt es denominen «erosió espacial»).
Les relacions d'edat relativa com aquest s'utilitzen per desentranyar la història geològica de Mercuri.
El cràter de mida similar Kertész també és visible a la part esquerra d'aquesta imatge.